# Prodiplosis platani
Prodiplosis platani är en tvåvingeart som beskrevs av Gagne 1986. Prodiplosis platani ingår i släktet Prodiplosis och familjen gallmyggor.
Artens utbredningsområde är Maryland. Inga underarter finns listade i Catalogue of Life.